# Have Fun with God
Have Fun With God es el decimosexto álbum de estudio del músico americano de folk Bill Callahan, lanzado en 2014 por Drag City. El álbum es una versión "dub" del trabajo previo de Callahan, Dream River.

## Recepción
Have Fun with God recibió ovación de los críticos de música. En Metacritic el álbum obtuvo un puntaje promedio de 66 basado en 16 reseñas, indicando "reseñas generalmente favorables."

## Lista de canciones
| N.º | Título                      | Duración |  |
| 1.  | «Thank Dub»                 | 4:27     |  |
| 2.  | «Expanding Dub»             | 3:37     |  |
| 3.  | «Small Dub»                 | 4:01     |  |
| 4.  | «Call it Dub»               | 5:15     |  |
| 5.  | «Ride My Dub»               | 5:08     |  |
| 6.  | «Summer Dub»                | 6:27     |  |
| 7.  | «Transforming Dub»          | 5:49     |  |
| 8.  | «Highs in the Mid-40's Dub» | 5:37     |  |